# 間島駅
間島駅（まじまえき）は、新潟県村上市間島にある、東日本旅客鉄道（JR東日本）羽越本線の駅である。

## 歴史
- 1924年（大正13年）7月31日：村上 - 鼠ケ関間開業の際に開設[1]。
- 1960年（昭和35年）7月1日：貨物の取り扱いを廃止し、旅客駅となる[1]。
- 1972年（昭和47年）10月1日：手荷物と小荷物の取り扱いを廃止[2]。無人駅となる[3]。
- 1987年（昭和62年）4月1日：国鉄分割民営化に伴い、東日本旅客鉄道の駅となる[1]。
- 1988年（昭和63年）3月：現駅舎に改築。

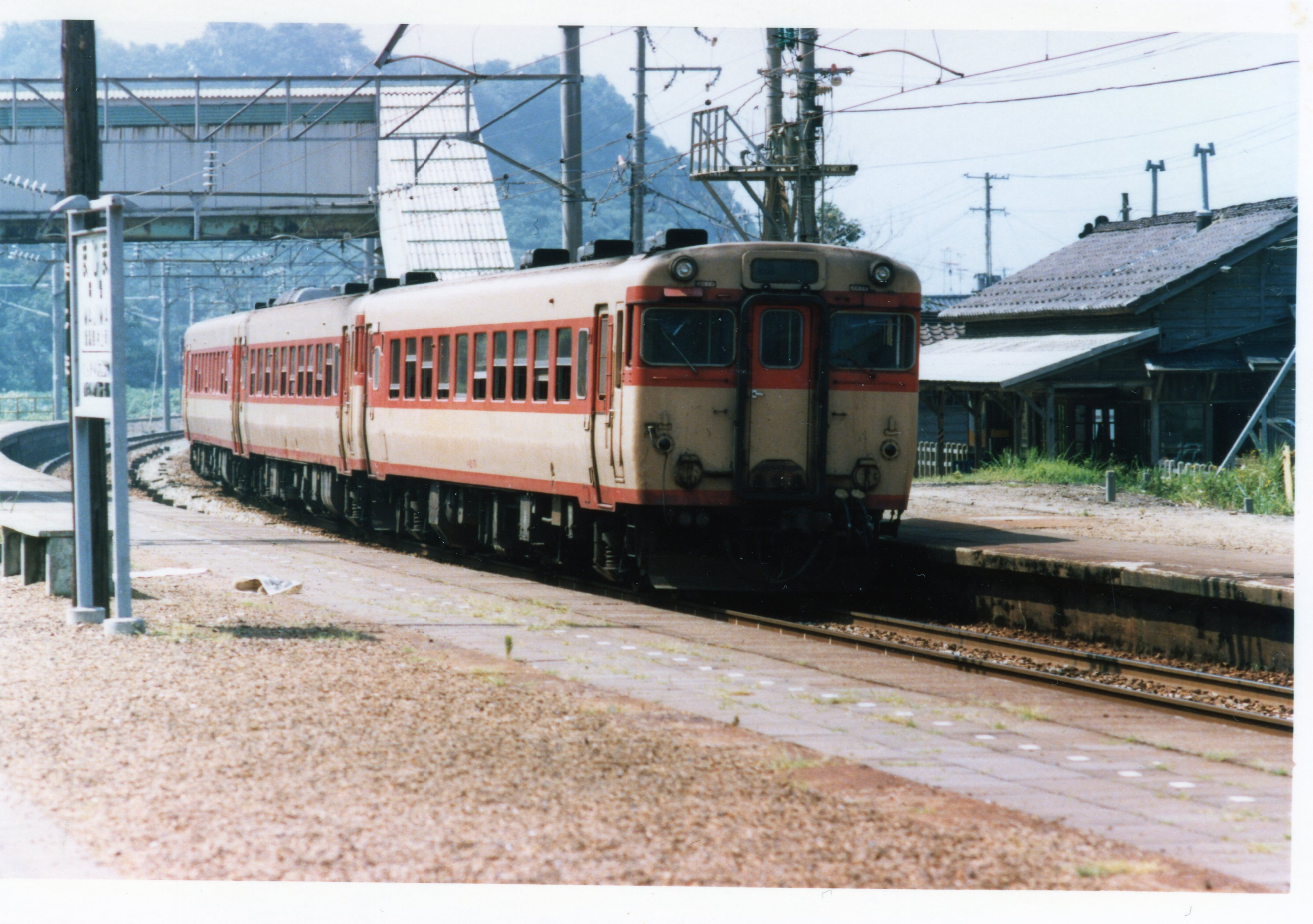
旧駅舎と臨時列車「かっぱ」号
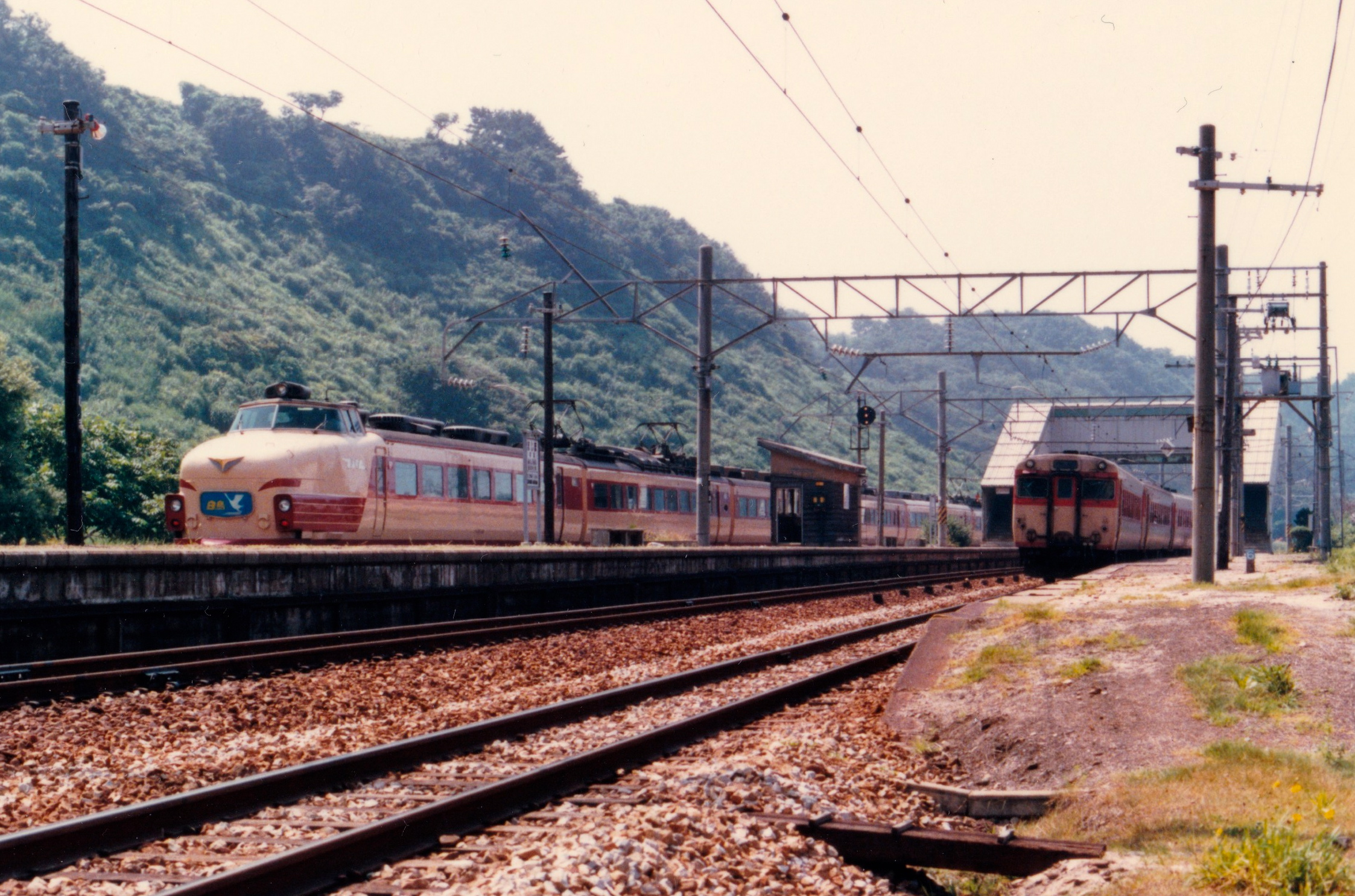
特急「白鳥」2号と「海水浴臨かっぱ」号

## 駅構造
単式ホーム1面1線と島式ホーム1面2線、計2面3線のホームを有する地上駅であり、これら2面のホームは跨線橋で相互に連絡している。
村上駅 - 当駅間は複線、当駅 - 越後早川駅間は単線である。また、村上駅 - 当駅間にデッドセクションがあり、当駅は羽越本線交流電化区間の南端である。
村上駅管理の無人駅である。なお、1990年（平成2年）ごろまでは夏季のみ駅員が配置されていたほか、1985年（昭和60年）までは臨時乗車券発売所も設置され、近距離の乗車券や入場券を発売していた。

### のりば
| 番線 | 路線      | 方向                     | 行先                     |
| ---- | --------- | ------------------------ | ------------------------ |
| 1    | ■羽越本線 | 下り                     | 鶴岡・酒田方面           |
| 2    | ■羽越本線 | （上下ともに一部の列車） | （上下ともに一部の列車） |
| 3    | ■羽越本線 | 上り                     | 村上・新津方面           |

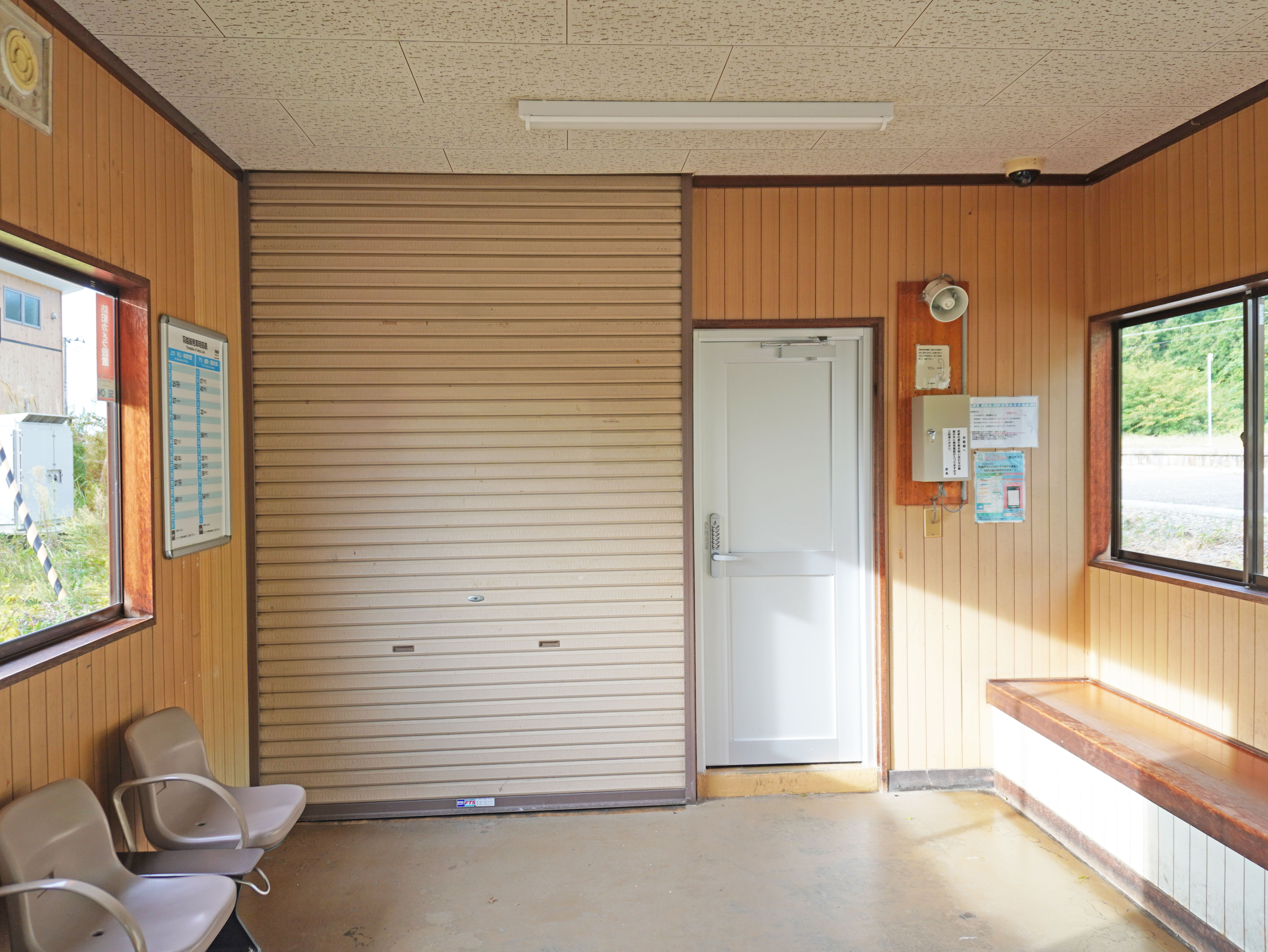
待合室（2022年9月）
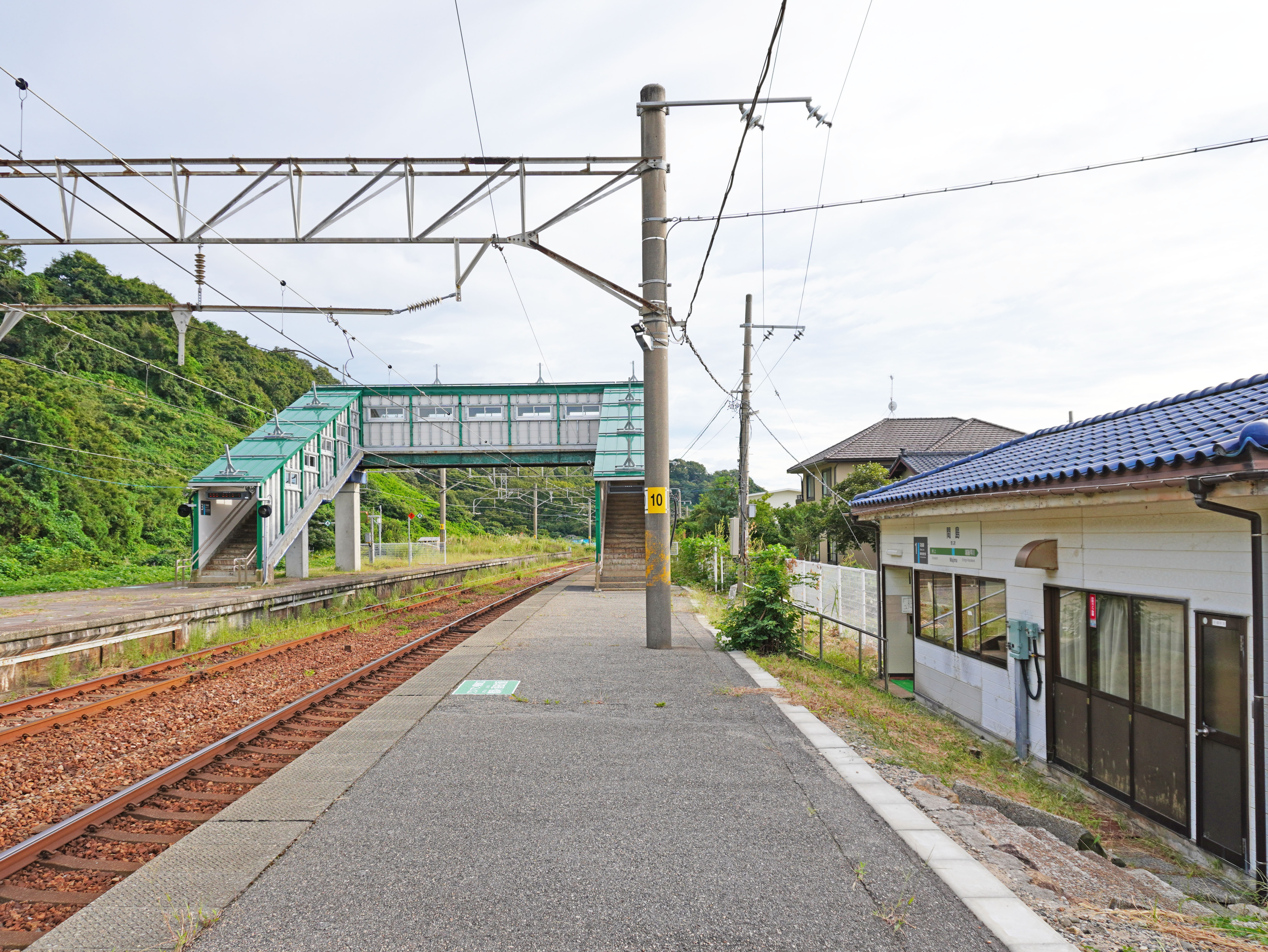
1番線ホーム（2022年9月）
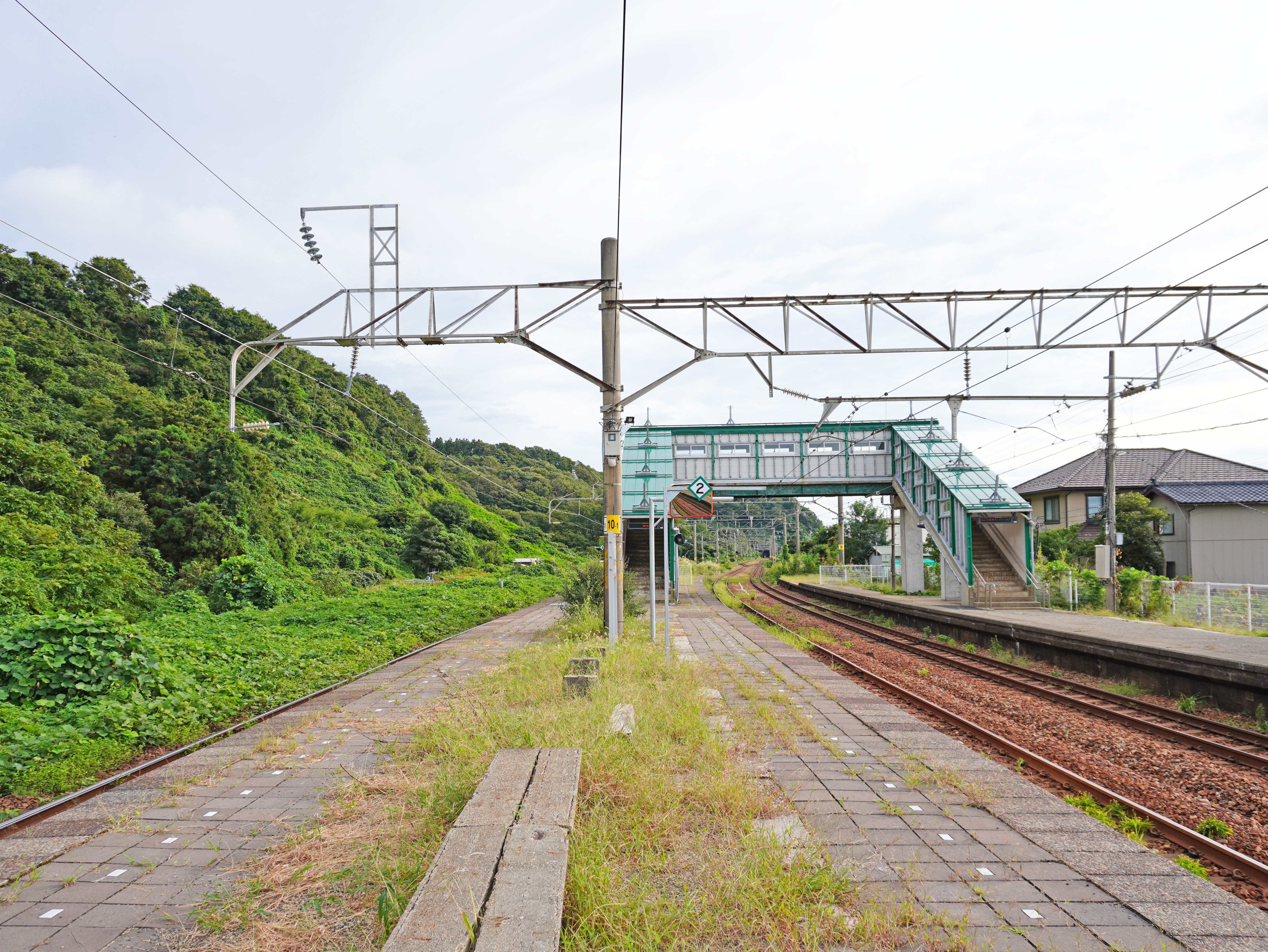
2・3番線ホーム（2022年9月）

## 駅周辺
海沿いの道路沿いに家並みがある。山側にも少し家並みがある。
- 国道345号
- 野潟海水浴場
- 吉浦郵便局

## 隣の駅
東日本旅客鉄道（JR東日本）
■羽越本線
村上駅 - 間島駅 - 越後早川駅